# Lee (Massachusetts)
Pour les articles homonymes, voir Lee.
Lee est une ville du Comté de Berkshire dans l’État du Massachusetts.
Elle a été incorporée en 1777.
Sa population était de 5 788 habitants en 2020.
Lee est situé aux coordonnées 42°18′11"N 73°14′2"O. Selon le Bureau du recensement des États-Unis, Lee a une superficie totale de 69,98 km², dont 67,73 km² de terres et (3,22 %) 2,25 km² d’eau.